# Кубок Президента України з рукопашного бою
Турнір з рукопашного бою на «Кубок Президента України» — щорічне всеукраїнське спортивне змагання, яке проводиться серед команд Збройних Сил України, спеціальних військових, силових, правоохоронних і рятувальних служб. Турнір започатковано 12 травня 2011 року і з того часу став однією з найпрестижніших подій у світі рукопашного бою в Україні.[неавторитетне джерело]

## Історія
Турнір був започаткований у 2011 році з ініціативи Міністерство молоді та спорту України, Всеукраїнської федерації рукопашного бою та Управління державної охорони України. Основною метою турніру є популяризація рукопашного бою в Україні, підвищення професійної підготовки військових і силових структур, а також патріотичне виховання молоді. Турнір було перервано лише тричі: у 2014 році через початок війни на сході України, у 2020 році через пандемію COVID-19, і у 2022 році через повномасштабне вторгнення Російської Федерації в Україну.

## Учасники
У турнірі беруть участь представники різних силових структур України, зокрема:
- Збройні Сили України
- Служба безпеки України
- Національна поліція України
- Державне бюро розслідувань України
- Державна прикордонна служба України
- Міністерство оборони України
- Головне управління розвідки Міністерства оборони України
- Служба зовнішньої розвідки України
- Національна гвардія України
- Державна служба України з надзвичайних ситуацій
- Департамент з виконання кримінальних покарань Міністерства юстиції України
- Національне антикорупційне бюро України
- Державна служба спеціального зв'язку та захисту інформації України
- Служба судової охорони України
- Державна фіскальна служба України

Турнір проводиться за правилами рукопашного бою в розділах «повний контакт» та «демонстрація техніки», що було додано у 2021 році.

## Результати попередніх років
- 2011 рік — Перше командне місце: Управління державної охорони (УДО), друге: Збройні Сили України, третє(ЗСУ): Служба безпеки України (СБУ).[3]
- 2012 рік — Перше командне місце: Внутрішні війська МВС, друге: УДО, третє: СБУ.
- 2013 рік — Перше місце: Внутрішні війська МВС, друге: СБУ, третє: УДО.[4]
- 2015 рік — Перше місце: Державна прикордонна служба України (ДПСУ), друге: УДО, третє: СБУ.
- 2016 рік — Перше місце: Національна гвардія України (НГУ), друге: УДО, третє: СБУ.[5]
- 2017 рік — Перше місце: УДО, друге: НГУ, третє: ДПСУ.[6]
- 2018 рік — Перше місце: УДО, друге: УДО, третє: ДПСУ.[7]
- 2019 рік — Перше місце: Національна поліція України (НПУ), друге: УДО, третє: Державна фіскальна служба України (ДФСУ).[8]
- 2021 рік — Турнір був присвячений 30-й річниці Незалежності України. Перше місце: Державне бюро розслідувань (ДБР), друге: ДПСУ, третє: НГУ.[9][6]

Цей турнір є важливим елементом розвитку фізичної та моральної підготовки службовців, що забезпечують безпеку держави, і сприяє зміцненню патріотизму в Україні.

## Галерея
|  |
|  |

|  |
|  |

|  |
|  |

|  |
|  |

|  |
|  |

|  |
|  |